# Laura Baigorri Ballarín
Laura Baigorri Ballarín (Barcelona, 18 de febrer de 1960) és una investigadora teòrica feminista espanyola especialista en Art i Nous Mitjans. Combina la seva experiència docent amb la recerca, la crítica, la curadoria i la realització de diversos projectes per a l'entorn web. Ha organitzat nombrosos seminaris i exposicions sobre Art i Nous Mitjans.

## Trajectòria professional
Doctora en Belles arts per la Facultat de Belles Arts de la Universitat de Barcelona amb la tesi  "Videoarte, primera etapa, 1963-1979 : la aparición del vídeo en el contexto social y artístico de los 60/70 y su vinculación a las vanguardias históricas" (17/9/1996). Inicia la seva tasca docent l'any 1993 com a professora en la Facultat de Belles Arts de la Universitat de Barcelona i posteriorment, des d'abril de 2012, com a directora del Departament de Disseny i Imatge .
Creadora del recurs d'informació alternatiu El Transmissor i dels recursos de Media Art Art en Xarxa (1997-2000) i DATA.ART (2001-2008) de la Mediateca de Caixaforum.
Membre del Comitè Assessor de Ciberart (2004), "Desafiaments per a la Identitat Ubiqua", al costat de Annick Bureaud, Roy Ascott, Ricardo Echevarria, José Ramón Alcalá, Antonio Cerveira Pinto i Derrick de Kerckhove. Festival Internacional de Noves Tecnologies, Art + Comunicació presentat en el Palau Euskalduna de Bilbao en 2004
Entre els seus darrers comissariats d'exposicions destaquin Homo Ludens Ludens (2008) al Laboral Centri d'Art i Creació Industrial de Gijón, i la mostra "Videoarde. Vídeo crític a Llatinoamèrica i Carib" (Xarxa de Centres Culturals de AECID i Institut Cervantes) que ha circulat per diverses ciutats del món al 2009: Mèxic, Montevideo, Quito, Guayaquil, Buenos Aires, Còrdova i Rosario; al 2010: Manizales, Lima, Cuzco, Asunción, Managua i Miami; al 2011: Atenes, Istanbul i Casablanca; al 2012: Rio de Janeiro i el monogràfic Carta blanca a comissaris, al programa Metròpolis d'RTVE sobre VIDEOART (28/10/2012).
Al 1994 va guanya la Beca FotoPres de "La Caixa" amb el projecte fotogràfic CO+MEDIA.

## Projectes de recerca i comitès científics
- Selecció: Vídeo espanyol, una intenció crítica del fons de la Mediateca de Caixaforum de Barcelona per a la Mostra Audiovisual Internacional Espais a l'Experimentació IV de la Mediateca del MACD, Museu d'Art i Dissny Contemporani de San José de Costa Rica. Juliol de 2005.
- Comissió. Membre de la comissió científica internacional de Artech 2006. III Conferència Internacional d'Art Digital i Electrònico. “Linking Frontiers” “Art, tecnologia, ciència i societat". Organizat per la Universitat de Vigo a Pontevedra. 17 i18 de novembre de 2006.
- Membro del Peer Review Pannel (PRP) de LABS, Leonardo ABstracts Service. Base de dades de resums de tesis doctorals, tesinas o treballs de final de màsters a la intersecció emergent entre art, ciència i tecnologia. Organitzada perr Leonardo, Pomona College i Artnodes. Grup format per José Luis Brea, Karin Ohlenschläger, Rodrigo Alonso, Rafael Lozano-Hemmer i dirigit per Pau Alsina. Anys 2005, 2006 i 2007.
- Comité de selecció de propostes per Inclusiva-net [Noves dinàmiques artístiques en format web 2]. Trobada organitzada per Juan Martín Prada al Medialab-Matadero de Madrid. 11 a 15 de juliol de 2007.[7]
- Membre del Peer Review Panel (PRP) de LABS, Leonardo Abstracts Service. Base de dades de resums de tesis doctorals, tesines o treballs de final de màster en la intersecció emergent entre art, ciència i tecnologia. Organitzada per Leonardo, Pomona College i Artnodes. Grup compost per José Luis Brea, Karin Ohlenschläger, Rodrigo Alonso, Rafael Lozano-Hemmer i dirigit per Pau Alsina. Anys 2005, 2006 i 2007.
- Comissió. Membre de la comissió científica internacional de Artech 2008. IV Conferència Internacional d'Art Digital i Electrònic. Proceedings of the 2008 Conference Proceedings ISBN 978-989-95776-3-3 en PDF. Organitzada per la Universitat Catòlica Portuguesa de Porto, Lisboa. 7 i 8 de novembre de 2008.
- Membro del comité de experts 2007/2008 de HAMACA media & video art distribution from Spain. Juntament amb Chus Martínez, Pedro Jiménez y Gabriel Villota. Del 14 al 16 de gener de 2008.[8]
- Comissió. Membre del Comitè Científic Internacional de la 5a Conferència Internacional sobre Arts Digitals Unneeded Conversations. Pràctica i Teoria de l'Art. Proceedings of the 2010 Conference ISBN 978-989-96163-1-8 en PDF. Organitzada per la Facultat de Belles Arts de la Universitat de Porto, Lisboa a Guimarães, Portugal. 22 i 23 d'abril.
- Projecte de recerca. Generació d'un arxiu audiovisual a Amèrica Llatina. Fase 1 EQUADOR. Juntament amb l'Associació HAMACA. Programa Convocatòria Oberta Permanent per a Activitats de Cooperació i Ajuda al Desenvolupament. Codi oficial: AECID-10-CAP1-0616. Resultat del projecte: implementació en línia d'AANME Arxiu Audiovisual Nous Mitjans Equador. AECID. Gener a desembre de 2011.[9]
- Membre del grup de recerca I+D Metamétode: metodologies compartides i processos artístics en la societat del coneixement. Programa Història i Art. Codi oficial: HAR2010-18453. Departament de Pintura i Departament de Disseny i Imatge de la Facultat de Belles Arts. Universitat de Barcelona. Investigadora principal Dra. Alicia Vela. Projectes de Recerca del Ministeri de Ciència i Innovació. 2011-2013.[10]
- Programa RTVE. Monogràfic Carta blanca a comissaris en el programa Metrópolis sobre VIDEOARDE. Vídeo crític a Llatinoamèrica i el Carib. RTVE, Madrid. Emissió el 28 d'octubre de 2012.[11]
- Comissió. Membre del Comitè Científic Internacional de la 6a Conferència Internacional sobre Arts Digitals Crossing Digital Boundaries, University of Algarve a Faro, Portugal. 8 i 9 de novembre de 2012.
- Membre del grup de recerca I+D Metamétode II: Art i recerca en les noves formes de la pràctica artística i metodologies compartides en la societat del coneixement. Programa Història i Art. Codi oficial: HARD2012-39378-CO3-01. Departament de Pintura i Departament de Disseny i Imatge de la Facultat de Belles Arts. Universitat de Barcelona. Investigadora principal Dra. Alicia Vela. Projectes de Recerca del Ministeri d'Economia i Competitivitat. 2012-2015.[12]
- Projecte de recerca interuniversitari Microorganismes + Visualització de comportaments + Minirobots. Investigadora col·laboradora des d'I + D Metamétode II, Facultat de BBAA de la Universitat de Barcelona (Espanya). Projecte de: Daniel Álvarez Olmedo - Diego Diez - Ana Laura Cantera (Argentina) - Daniel Escobar Vásquez (Colòmbia) - Ricardo Iglesias (Espanya). Assessors: Gilberto Esparza i Marcela Armas (Mèxic). En el marc de la Mestria en Tecnologia i Estètica de les Arts Electròniques de la Universitat Nacional de Tres de Febrero, Buenos Aires, Argentina. Novembre. (2013-2014).[13][14]
- Membre del grup de recerca I+D Impressió Expandida. Departament de Pintura i Departament de Disseny i Imatge de la Facultat de Belles Arts. Universitat de Barcelona. Investigadora principal Dra. Alicia Vela. Projectes de Recerca Científica i Desenvolupament Tecnològic del Ministeri d'Educació i Ciència. 2007-2010.[15]

## Internet
- Web VIDEOARDE. Projecte de Vídeo a Llatinoamèrica. Xarxa de Centres Culturals de AECID. 2009.
- Itinerari Programari art. L'art del codi, Mediateca de Caixaforum de Barcelona. 2005.
- Itinerari Dreaming Orwell. Vigilància i privacitat en la xarxa, Mediateca de Caixaforum de Barcelona. 2003. Actualitzat 2005.
- Itinerari Art i Joc. Desconstrucció de programari, Mediateca de Caixaforum de Barcelona. 2002. Actualitzat 2005.
- Itinerari Gens i genomes. La vida artificial en la xarxa, Mediateca de Caixaforum de Barcelona. 2002. Actualitzat 2005.
- Itinerari Data on line. Art, informació i sentit en el territori del caos, Mediateca Caixaforum Barcelona. Febrer 2001.
- Exposició La Conquesta de la Ubiqüitat, comissariada per José Luis Brea. Textos En línia i Catàleg. Centre Párraga de Múrcia, Centre Atlàntic d'Art Modern de Las Palmas de Gran Canaria i Koldo Mitxelena de Sant Sebastià. Octubre de 2003.
- DATA ART - directori en línia sobre art i noves tecnologies creat per a ARTENLINEA.NET. (2001-2008). Es tracta d'una eina de treball que ofereix un accés interrelacionat i múltiple a partir d'una selecció d'enllaços comentats i una navegació opcional per cercador. S'organitza en tres amplis sectors -crear, explorar i pensar- determinats per l'interès o la intenció de l'usuari. Tota la informació és de lliure accés. Espanyol, català i anglès.
- Assessora sobre documentació d'art en Internet per a la  Mediateca de Caixaforum  de Barcelona. 2000-2008[16]
- El transmissor, directori d'informació alternativa. (2000-2008). Eina de treball destinada a facilitar tant la lliure circulació de la informació, com l'accés a determinades informacions difícilment assequibles i la difusió de les quals no interessa a les corporacions mediàtiques. Español i anglès.[17][18]
- Directoris específics sobre Copyright/Anticopyright i sobre Hackers en EVAMP 98 (Trobades Alter Mitjana) celebrats a Pamplona. 1998.
- Art en Xarxa. Directori d'Art Electrònic en la Xarxa. Des d'abril de 1997 a abril de 2000. Situat en el Institut Universitari de l'Audiovisual de la Universitat Pompeu Fabra de Barcelona. Castellà i anglès.[19]
- Presentacions d'Art en Xarxa:
  - Festival Art Futura'98, celebrat a Sevilla. Octubre 1998.[20]
  - I Festival Mediterr@née de Marsella (França). Novembre 1998

#### Esments i premis d'Art en Xarxa
- Millor pàgina del mes de gener de 1999 a Busco.net
- Millors Directoris i Cercadors 1996-1998 i Millor pàgina del mes maig de 1997 a Mundo Latino.
- Millor pàgina del mes de setembre de 1997 a Areas.
- Diari El País, "Tentaciones" del 5/6/1998: seleccionada  entre les 100 millors webs espanyoles.
- Revista "El Paseante", edicions Siruela: juny de 1998: seleccionada entre les 50 millors webs internacionals d'art.

## Publicacions
- El vídeo y las vanguardias históricas. Col·lecció Textos Docents n.95. Edicions de la Universitat de Barcelona. 1997.[21]

- Vídeo digital de creación. Manual Universitario. Universitat Oberta de  Catalunya UOC. 2004.[22]

- Net-Art. Pràctiques estètiques i polítiques en la Xarxa. Amb Lorda Cilleruelo. Brumaria 6. Associació Cultural Brumaria i Universitat de Barcelona. Madrid, 2006.[23]

- Presentacions de Vídeo: Primera Etapa i de Net Art. Pràctiques estètiques i polítiques en la Xarxa. FNAC de l’Illa Diagonal de Barcelona el 13 de juny de 2006. Dorkbot Ciutat de Mèxic - Casa Veïna de Mèxic DF. A càrrec de Fernando Llanos i Arcàngel Constantini. 31 d'agost de 2006. Llibreria La Central de Madrid (Museu Nacional Centre d'Art Reina Sofia). 25 de novembre de 2006.[23]

- Vídeo Primera Etapa. El vídeo en el context social i artístic dels anys 60/70. Brumaria 4. Associació Cultural Brumaria Madrid. 2004. Premi en la categoria treballo publicat de la XVII edició del Premi Espais a la Creació i Crítica d'Art 2005 de la Fundació Espais d’Art Contemporani de Girona. 2a edició en 2006 – 3a edició 2007.[24]

- Vídeo a Llatinoamèrica. Una història crítica. Editora. Brumaria 10. Associació Cultural Brumaria i Xarxa de Centres Culturals d'Espanya de AECID. Autors: Rodrigo Alonso i Graciela Taquini (l'Argentina), Cecilia Bayá Boti (Bolívia), Arlindo Machado i Lucas Bambozzi (el Brasil), Alanna Lockward, Ernesto Calvo (Centreamèrica), Néstor Olhagaray (Xile), Gilles Charalambos(Colòmbia), Marialina García Ramos i Meykén Barreto (Cuba), María Belén Moncayo (l'Equador), Raúl Ferrera-Balanquet (els EUA-Canadà), Sarah Minter i Fernando Llanos (Mèxic), Fernando Moure (Paraguai), José-Carlos Mariátegui (el Perú), Enrique Aguerre (l'Uruguai) i Benjamí Villares (Veneçuela). Madrid, maig de 2008. Aquest llibre es va presentar en els Centres Culturals d'Espanya de Montevideo, l'Uruguai (26 de setembre de 2008); Buenos Aires, l'Argentina (4 d'octubre de 2008); Córdoba, Argentina (4 de novembre de 2008); Santiago de Xile, Xile (8 de novembre de 2008), Mèxic DF, Mèxic (27 de gener de 2009), Rosario, l'Argentina (9 de setembre de 2009) i en la Universitat Andina Simón Bolívar de Quito (1 de juliol de 2009). Centre Cultural d'Espanya de Lima, el Perú (6 de juliol de 2010); Centre Coricancha de Cuzco, el Perú (13 de juliol de 2010) i Asunción, Paraguai (9 d'agost de 2010).[25]